# 8002 Tonyevans
8002 Tonyevans è un asteroide della fascia principale. Scoperto nel 1986, presenta un'orbita caratterizzata da un semiasse maggiore pari a 2,4076939 au e da un'eccentricità di 0,1780573, inclinata di 1,86957° rispetto all'eclittica.